# Divača
Divača (Duits: Waatsche; Italiaans: Divaccia of Divaccia San Canziano) is sinds 6 november 2004 een gemeente in Slovenië, in de Sloveense Karst op de verbinding Koper - Ljubljana. Eveneens wordt Divača doorkruist door de spoorlijn Ljubljana - Triëst (via Sežana). De spoorwegen zijn voor de bevolking ook een van de grootste werkgevers. Tijdens de volkstelling in 2002 woonden in Divača 3829 mensen. De gemeente telt de volgende woonkernen: Barka, Divača, Misliče, Senožeče en Vreme.
De parochiekerk van H. Antonius Abt dateert uit 1603. Voorbeelden van de typische Karstarchitectuur zijn deels bewaard gebleven en worden meer en meer gecultiveerd, mede om het toerisme uit te bouwen.

## Bezienswaardigheden
- Grotten van Škocjan

## Geboren
- Ida Kravanja (1907-1979), filmster
- Alojzij Vadnal (1910-1987), wiskundige

## Plaatsen in de gemeente
Barka, Betanja, Brežec pri Divači, Dane pri Divači, Divača, Dolenja vas, Dolnje Ležeče, Dolnje Vreme, Famlje, Gabrče, Goriče pri Famljah, Gornje Ležeče, Gornje Vreme, Gradišče pri Divači, Kačiče-Pared, Kozjane, Laže, Matavun, Misliče, Naklo, Otošče, Podgrad pri Vremah, Potoče, Senadole, Senožeče, Vareje, Vatovlje, Vremski Britof, Zavrhek, Škocjan, Škoflje
Ankaran · Divača · Hrpelje-Kozina · Izola · Komen · Koper · Piran · Sežana